# Ålund
Ålund este o arie protejată (arie specială de conservare — SAC, sit de importanță comunitară — SCI) din Suedia întinsă pe o suprafață de 0,84 ha, integral pe uscat.

## Localizare
Centrul sitului Ålund este situat la coordonatele 65°05′14″N 20°22′48″E / 65.0871°N 20.3799°E.

## Înființare
Situl Ålund a fost declarat sit de importanță comunitară în decembrie 1998 pentru a proteja 1 specie de plante. Situl a fost protejat și ca arie specială de conservare în martie 2011.

## Biodiversitate
Situată în ecoregiunea boreală, aria protejată conține 1 habitat natural: Taiga vestică.
La baza desemnării sitului se află o specie protejată de  plante: Calypso bulbosa.